# Nghị viện Ý
Nghị viện Ý (tiếng Ý: Parlamento Italiano) là cơ quan lập pháp lưỡng viện của Ý. Nghị viện gồm Hạ viện (Viện đại biểu) với 400 đại biểu (deputati) và Thượng viện Cộng hòa với 200 thượng nghị sĩ (senatori) được bầu cùng với một số ít thượng nghị sĩ suốt đời không qua bầu cử là các cựu Tổng thống hoặc do Tổng thống bổ nhiệm. Mỗi viện có nhiệm vụ và quyền hạn như nhau, Hiến pháp không có sự phân biệt với nhau. Nhưng vì Chủ tịch Thượng viện đóng vai trò là nguyên thủ quốc gia khi thay thế Tổng thống, vì vậy theo truyền thống Thượng viện được coi là thượng nghị viện.

## Chức năng của Nghị viện
Nghị viện là cơ quan đại diện của nhân dân trong thể chế cộng hòa, và các đạo luật phù hợp.
Do Hiến pháp Cộng hòa năm 1948, hai viện của Nghị viện sở hữu cùng quyền và quyền hạn: dạng đặc biệt của dân chủ đại nghị (được gọi là lưỡng viện hoàn hảo) đã được quy định trong Đạo luật Albertine và tái sử dụng sau khi lật đổ chế độ độc tài ủng hộ phát xít của những năm 1920 và những năm 1930 trong Chiến tranh thế giới thứ hai.
Hai viện độc lập với nhau và không gặp mặt nhau ngoại trừ hoàn cảnh đặc biệt do Hiến pháp quy định. Sau cuộc trưng cầu dân ý hiến pháp năm 2020, Hạ viện gồm có 630 đại biểu, trong khi thượng viện có 315 thượng nghị sĩ và số lượng nhỏ thượng nghị sĩ còn sống: cựu Tổng thống Cộng hòa và trên 5 thành viên được Tổng thống bổ nhiệm vì đã đóng góp cho lĩnh vực khoa học và xã hội mang tầm quốc gia. Tính đến tháng 1/2024 có 5 nghị sĩ suốt đời (trong đó hiện không có cựu Tổng thống).
Đặc quyền chính của Nghị viện là lập pháp, đó là quyền ban hành luật. Đối với dự thảo để trở thành luật cần phải có sự chấp thuận bởi 2 viện. Một dự thảo sẽ được thảo luận tại một trong 2 viện, sau đó sửa đổi, và được chấp thuận hoặc bác bỏ; nếu được chấp thuận chuyển tới viện còn lại có thể sửa đổi, chấp thuận và bác bỏ; nếu được chấp thuận mà không cần sửa đổi dự thảo sẽ được Tổng thống ban hành và trở thành luật. Nếu được sửa đổi, dự luật quay lại viện khởi đầu, có thể chấp thuận dự luật đã được sửa đổi, sau đó ban hành hoặc bác bỏ nó.
Nghị viện ủng hộ phiếu cho Chính phủ, do Tổng thống Cộng hòa bổ nhiệm, và từ năm 1994 thường được lãnh đạo liên minh thắng cử đứng đầu, trong khi nền Cộng hòa đệ nhất được lựa chọn bằng bí thư các chính đảng chủ yếu. Chính phủ phải nhận được sự bỏ phiếu ủng hộ của 2 viện trước khi chính thức nằm quyền, Nghị viện có thể yêu cầu cuộc bỏ phiếu mới bất cứ lúc nào nếu hạn ngạch của viện yêu cầu. Nếu Chính phủ không đạt được trong bỏ phiếu, buộc phải từ chức; nếu như vậy, chính phủ mới được hình thành hoặc Tổng thống Cộng hòa yêu cầu giải tán viện và kêu gọi cuộc bầu cử mới.
Nghị viện tổ chức phiên họp chung bầu Tổng thống Cộng hòa (trong trường hợp này 58 đại biểu khu vực được bổ sung), 5 (1/3) đại biểu của Tòa án Hiến pháp (Corte Costituzionale) và 1/3 Hội đồng Tư pháp Tối cao. Nó có thể bỏ phiếu luận tội Tổng thống về vi hiến hoặc phản quốc (cho đến nay chưa xảy ra).

## Hệ thống bầu cử
Việc bầu cử Hạ viện và Thượng viện được quy định tại Luật số 165 ngày 3/11/2017. Luật quy định một hệ thống bầu cử song song gồm hai phương thức bầu cử, với khoảng 1/3 (37%) số ghế được bầu theo hệ thống đầu phiếu đa số tương đối, và số ghế còn lại (63%) được phân chia tỉ lệ theo phương pháp d'Hondt. Luật bầu cử này được nôm na gọi là Rosatellum bis, hay đơn giản là Rosatellum, theo tên của hạ nghị sĩ Ettore Rosato của đảng Italia Viva, là người đầu tiên ký dự luật này khi được đề xướng.

### Bầu cử Thượng viện Cộng hoà
Thượng viện gồm 200 ghế được bầu bởi công dân Ý từ 18 tuổi trở lên. Theo luật Rosatellum bis, trong tổng số 200 ghế gồm:
- 74 ghế được bầu cử trực tiếp ở các khu vực bầu cử một ghế;
- 126 ghế được bầu cử theo tỉ lệ ở các vùng hành chính (trong số đó có 4 ghế dành cho các công dân ở hải ngoại).

Ngoài ra, theo điều 59 của Hiến pháp Cộng hoà Ý, Thượng viện có các thượng nghị sĩ suốt đời như đã nêu trên.
Thượng viện được bầu bằng một lá phiếu duy nhất. Trên lá phiếu gồm tên của các ứng cử viên của khu vực bầu cử (theo đầu phiếu đa số tương đối). Với mỗi ứng cử viên, trên lá phiếu ghi kèm theo đảng ủng hộ và danh sách đảng được dùng để tính số ghế tỉ lệ. Những ghế này được phân chia trong mỗi vùng. Mỗi danh sách đảng phải giành được ít nhất 3% số phiếu bầu để được chia ghế (trường hợp là liên minh đa đảng thì phải giành được ít nhất 10% số phiếu và có ít nhất một đảng trong liên minh giành được 3% số phiếu) và được tính theo tổng số phiếu cả nước. Tuy vậy, các danh sách đảng đại diện cho các cộng đồng ngôn ngữ thiểu số phải đạt một mức tối thiểu khác là 20% số phiếu và được tính trên số phiếu của vùng.

### Bầu cử Hạ viện
Hạ viện gồm 400 ghế được bầu bởi công dân Ý từ 18 tuổi trở lên. Theo luật Rosatellum bis, trong tổng số 400 ghế gồm:
- 147 ghế được bầu cử trực tiếp ở các khu vực bầu cử một ghế;
- 253 ghế được bầu cử theo tỉ lệ cả nước (trong số đó có 8 ghế dành cho các công dân ở hải ngoại).

Hạ viện cũng được bầu cử trên một lá phiếu duy nhất như Thượng viện Cộng hoà, chỉ khác ở chỗ số ghế tỉ lệ được tính dựa trên trung bình số phiếu cả nước.

### Đại biểu ở hải ngoại
Nghị viện Ý là một trong số ít cơ quan lập pháp trên thế giới để ghế cho công dân tại hải ngoại. Có 8 ghế ở Hạ viện và 4 ghế tại Thượng viện theo Luật số 459 ngày 27/12/2001 (bổ sung điều 48, 56 và 57 Hiến pháp Cộng hoà Ý), hay còn gọi là Luật Tremaglia.

## Thành viên

### Thượng viện

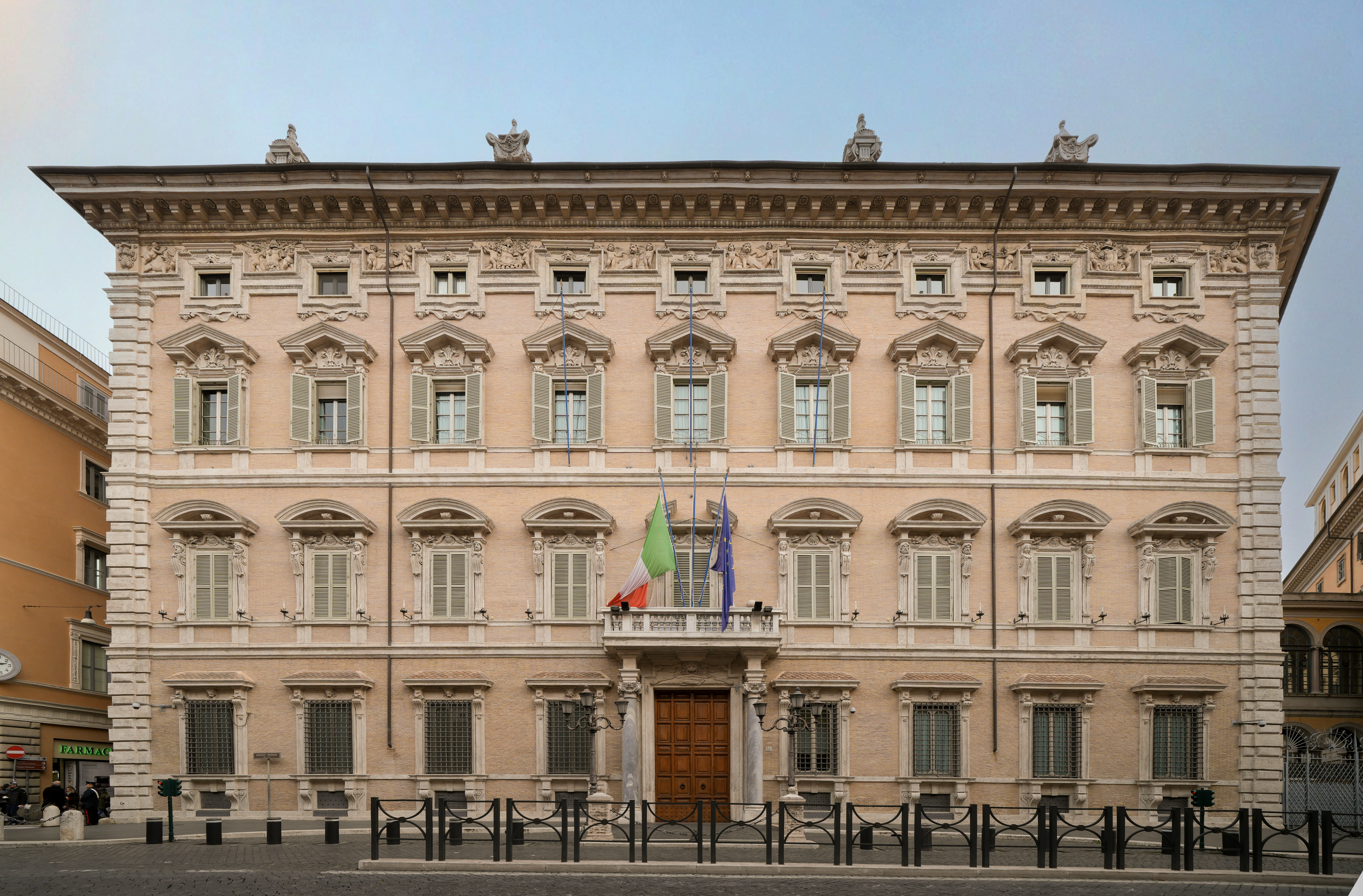
Palazzo Madama, trụ sở của Thượng viện Cộng hòa.

Thượng nghị sĩ hiện tại được bầu sau cuộc tổng tuyển gần nhất.
| Liên minh | Liên minh                                      | Đảng                                           | Đảng                                           | Ghế  | %    |
| --------- | ---------------------------------------------- | ---------------------------------------------- | ---------------------------------------------- | ---- | ---- |
|           | Liên minh trung hữu                            |                                                | Anh em Italy (FdI)                             | 66   | 32.5 |
|           | Liên minh trung hữu                            | Lega                                           | 29                                             | 15.0 |      |
|           | Liên minh trung hữu                            | Forza Italia (FI)                              | 17                                             | 9.0  |      |
|           | Liên minh trung hữu                            | Chúng tôi Trung dung (NM)                      | 2                                              | 1.0  |      |
| Tổng      | Tổng                                           | 114                                            | 57.5                                           |      |      |
|           | Liên minh trung tả                             |                                                | Đảng Dân chủ - Đảng Dân chủ Tiến bộ (PD-IDP)   | 40   | 20.0 |
|           | Liên minh trung tả                             | Liên minh Xanh và Cánh tả (AVS)                | 4                                              | 2.0  |      |
| Tổng      | Tổng                                           | 44                                             | 22.0                                           |      |      |
|           | Phong trào năm sao (M5S)                       | Phong trào năm sao (M5S)                       | Phong trào năm sao (M5S)                       | 28   | 14.0 |
|           | Đảng Hành động - Italia Viva (A-IV)            | Đảng Hành động - Italia Viva (A-IV)            | Đảng Hành động - Italia Viva (A-IV)            | 9    | 4.5  |
|           | Đảng Nhân dân Nam Tyrol (SVP)                  | Đảng Nhân dân Nam Tyrol (SVP)                  | Đảng Nhân dân Nam Tyrol (SVP)                  | 2    | 1.0  |
|           | Sud chiama Nord (ScD)                          | Sud chiama Nord (ScD)                          | Sud chiama Nord (ScD)                          | 1    | 0.5  |
|           | Phong trào Liên kết người Ý ở hải ngoại (MAIE) | Phong trào Liên kết người Ý ở hải ngoại (MAIE) | Phong trào Liên kết người Ý ở hải ngoại (MAIE) | 1    | 0.5  |
| Tổng      | Tổng                                           | Tổng                                           | Tổng                                           | 200  | 100  |

### Hạ viện

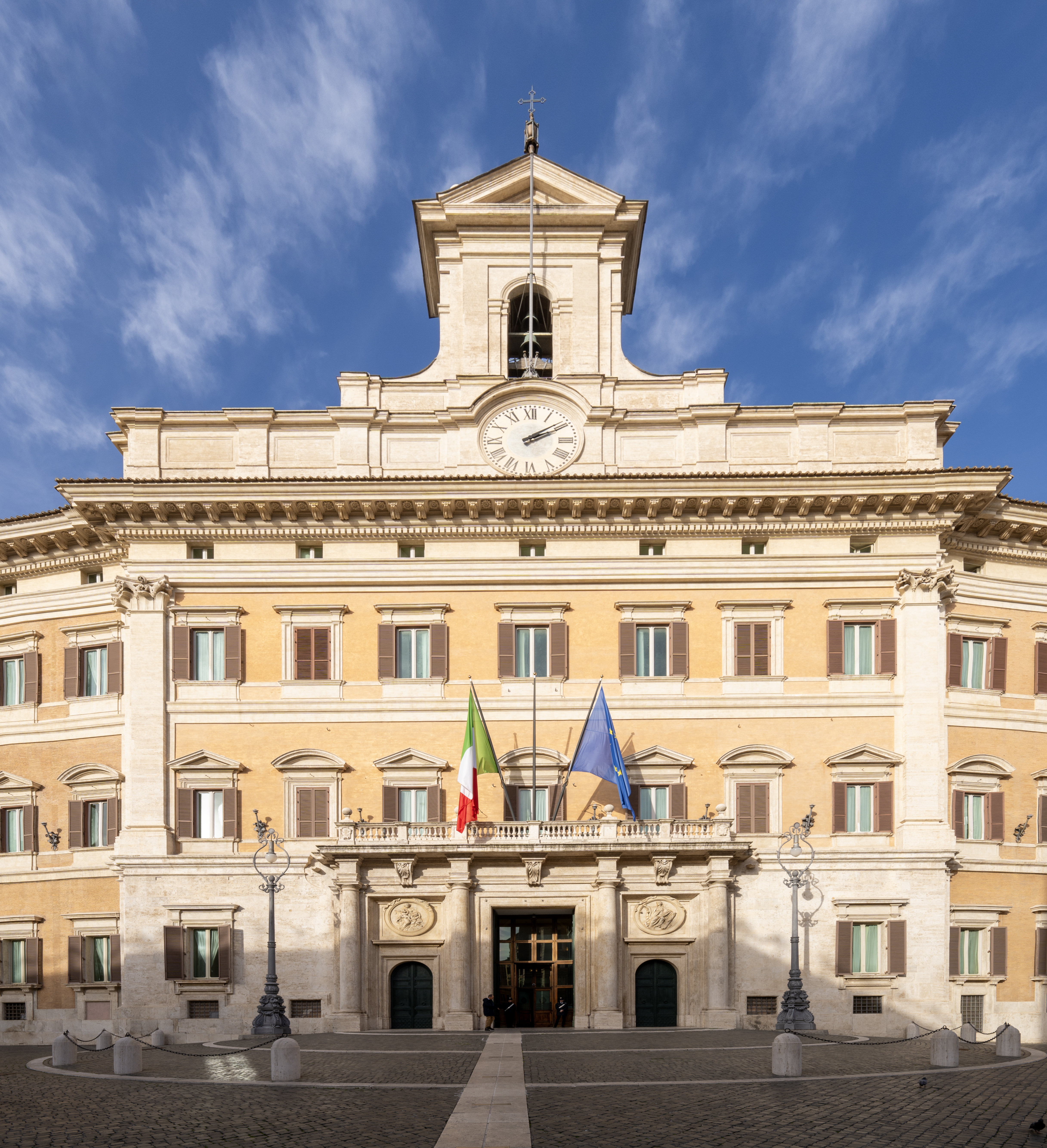
Palazzo Montecitorio, trụ sở của Viện đại biểu.

Hạ nghị sĩ hiện tại được bầu sau cuộc tổng tuyển gần nhất.
| Liên minh | Liên minh                                      | Đảng                                           | Đảng                                           | Ghế  | %    |
| --------- | ---------------------------------------------- | ---------------------------------------------- | ---------------------------------------------- | ---- | ---- |
|           | Liên minh trung hữu                            |                                                | Anh em Italy (FdI)                             | 119  | 29.7 |
|           | Liên minh trung hữu                            | Lega                                           | 66                                             | 16.5 |      |
|           | Liên minh trung hữu                            | Forza Italia                                   | 45                                             | 11.2 |      |
|           | Liên minh trung hữu                            | Chúng tôi Trung dung                           | 7                                              | 1.7  |      |
| Tổng      | Tổng                                           | 237                                            | 59.2                                           |      |      |
|           | Liên minh trung tả                             |                                                | Đảng Dân chủ - Đảng Dân chủ Tiến bộ (PD-IDP)   | 57   | 14.4 |
|           | Liên minh trung tả                             | Liên minh Xanh và Cánh tả                      | 12                                             | 3.0  |      |
|           | Liên minh trung tả                             | Più Europa                                     | 2                                              | 0.5  |      |
|           | Liên minh trung tả                             | Đảng Cam kết Công dân                          | 1                                              | 0.5  |      |
|           | Liên minh trung tả                             | Đảng Thung lũng Aosta                          | 1                                              | 0.5  |      |
| Tổng      | Tổng                                           | 68                                             | 17.0                                           |      |      |
|           | Phong trào năm sao (M5S)                       | Phong trào năm sao (M5S)                       | Phong trào năm sao (M5S)                       | 52   | 13.0 |
|           | Đảng Hành động - Italia Viva (A-IV)            | Đảng Hành động - Italia Viva (A-IV)            | Đảng Hành động - Italia Viva (A-IV)            | 21   | 5.2  |
|           | Đảng Nhân dân Nam Tyrol (SVP)                  | Đảng Nhân dân Nam Tyrol (SVP)                  | Đảng Nhân dân Nam Tyrol (SVP)                  | 3    | 0.7  |
|           | Sud chiama Nord (SCD)                          | Sud chiama Nord (SCD)                          | Sud chiama Nord (SCD)                          | 1    | 0.5  |
|           | Phong trào Liên kết người Ý ở hải ngoại (MAIE) | Phong trào Liên kết người Ý ở hải ngoại (MAIE) | Phong trào Liên kết người Ý ở hải ngoại (MAIE) | 1    | 0.5  |
| Tổng      | Tổng                                           | Tổng                                           | Tổng                                           | 400  | 100  |